# Внешняя гряда Крымских гор
Вне́шняя гряда́ Кры́мских гор (укр. Зовнішнє пасмо Кримських гір, крымскотат. Qırım dağlarınıñ tışqı sırası, Къырым дагъларынынъ тышкъы сырасы) — самая низкая часть Крымских гор, расположенная западнее и северо-западнее Внутренней гряды и отделённая от последней большой продольной долиной (или понижением).

## Геология и рельеф
Представляет собой асимметричную куэсту, в которой длинные и пологие склоны в направлении запад — северо-запад совпадают с наклоном горных пород, а восточные, с максимальными высотами до 350 м, — крутые и обрывистые. Сложена гряда в основном неогеновыми или сарматскими известняками, в меньшей степени — мергелями и глиной. Гряда лежит на южном приподнятом крае Скифской платформы.
Начинается Внешняя гряда у мыса Фиолент хребтом Кара-Агач, продолжаясь Сапун-горой, после которой прерывается Мекензиевыми горами и вновь появляясь после бельбекской долины у села Верхнесадового. До реки Качи отрезок гряды носит название Каратау (максимальная высота 306 м), от Качи до альминской долины высшая точка — гора Казан-Таш (344,6 м). Часть гряды между Альмой и Западным Булганаком можно считать горой Кизил-Джар — так называется на картах высшая точка (333,9 м), хотя местные жители иногда применяют другое название: Ачеут. После Западного Булганака Внешняя гряда достигает в районе Симферополя максимальных высот (351,7 м — безымянная вершина над селом Трёхпрудное) и, прерываемая понижениями, тянется до междуречья рек Бештерек и Зуи. Общая протяжённость гряды — около 114 километров. За Булганаком северный край гряды постепенно переходит в степь, южнее западная оконечность плавно спускается к морю, образуя обрывы высотой до 50 м (между устьями рек Альмы и Бельбека).
Она является карстовой областью, хотя карст тут выражен слабее, чем во Внутренней и Главной грядах. По классификации это: А. Крымско-Кавказская карстовая страна. I. Провинция Горного Крыма. 2. Предгорно-Крымская карстовая область. Районы..
- 17. Севастопольский карстовый район;
- 18. Бахчисарайский карстовый район;
- 19. Симферопольский карстовый район;
- 20. Белогорский карстовый район.

Самая большая и протяжённая в Предгорном Крыму пещера Таврида (КН 4502/3417-1) карстового происхождения, была обнаружена в 2018 году при строительстве трассы Таврида. Она находится близ посёлка Зуя́ в Белогорском районе Республики Крым.
Внешнее понижение между Внутренней и внешней грядами представляет собой цепь плоских эррозионных котловин, простирающихся от Мекензиевых гор на юго-западе до Симферополя (северо-восток), сложенных в основном палеогеновыми мергелями. В нём на пересечении с речными долинами, расположены города Симферополь и Бахчисарай, по понижению проходят железная и шоссейная дороги Симферополь — Севастополь.